# Aciagrion
Aciagrion là một chi chuồn chuồn kim thuộc họ Coenagrionidae. Chúng phân bổ rộng từ châu Phi, qua Indonesia tới Australia. Tiếng Anh thường gọi là Slim.
Chi này có các loài sau:
- Aciagrion africanum Martin, 1908
- Aciagrion approximans (Selys, 1876)
- Aciagrion azureum Fraser, 1922
- Aciagrion balachowskyi Legrand, 1982
- Aciagrion borneense Ris, 1911
- Aciagrion brosseti Legrand, 1982
- Aciagrion congoense (Sjöstedt, 1917)
- Aciagrion dondoense Dijkstra, 2007 - Opal Slim[1]
- Aciagrion fasciculare Lieftinck, 1934
- Aciagrion feuerborni Schmidt, 1934
- Aciagrion fragilis (hoặc fragile) (Tillyard, 1906) - Blue Slim[2]
- Aciagrion gracile (Sjöstedt, 1909)
- Aciagrion hamoni Fraser, 1955
- Aciagrion heterosticta Fraser, 1955
- Aciagrion hisopa (Selys, 1876)
- Aciagrion huaanensis Xu, 2005
- Aciagrion karamoja Pinhey, 1962
- Aciagrion macrootithenae Pinhey, 1972
- Aciagrion migratum (Selys, 1876)
- Aciagrion nodosum (Pinhey, 1964)
- Aciagrion occidentale Laidlaw, 1919
- Aciagrion olympicum Laidlaw, 1919
- Aciagrion pallidum Selys, 1891
- Aciagrion pinheyi Samways, 2001 - Emerald-striped Slim[1]
- Aciagrion rarum (Longfield, 1947)
- Aciagrion steeleae Kimmins, 1955
- Aciagrion tillyardi Laidlaw, 1919
- Aciagrion tonsillare Lieftinck, 1937
- Aciagrion walteri Carfi & D'Andrea, 1994
- Aciagrion zambiense Pinhey, 1972